# Golssen
Golssen (tysk stavning: Golßen, lågsorbiska: Gólišyn) är en småstad i östra Tyskland, belägen i Landkreis Dahme-Spreewald i förbundslandet Brandenburg, omkring 70 km söder om centrala Berlin.
Staden Golssen är administrativ huvudort i kommunalförbundet Amt Unterspreewald, bildat 2013.  I amtet ingår även de närliggande kommunerna Bersteland, Drahnsdorf, Kasel-Golzig, Krausnick-Gross Wasserburg, Rietzneuendorf-Staakow, Schlepzig, Schönwald, Steinreich och Unterspreewald.

## Befolkning
| År   | Invånare |
| ---- | -------- |
| 1875 | 2 994    |
| 1890 | 3 243    |
| 1910 | 3 015    |
| 1925 | 2 998    |
| 1933 | 2 893    |
| 1939 | 2 840    |
| 1946 | 4 263    |
| 1950 | 4 175    |
| 1964 | 3 400    |
| 1971 | 3 349    |

| År   | Invånare |
| ---- | -------- |
| 1981 | 3 115    |
| 1985 | 3 112    |
| 1989 | 3 103    |
| 1990 | 3 125    |
| 1991 | 3 092    |
| 1992 | 3 056    |
| 1993 | 3 053    |
| 1994 | 3 015    |
| 1995 | 2 995    |
| 1996 | 3 003    |

| År   | Invånare |
| ---- | -------- |
| 1997 | 2 956    |
| 1998 | 3 005    |
| 1999 | 3 025    |
| 2000 | 2 994    |
| 2001 | 2 938    |
| 2002 | 2 923    |
| 2003 | 2 868    |
| 2004 | 2 852    |
| 2005 | 2 817    |
| 2006 | 2 746    |

| År   | Invånare |
| ---- | -------- |
| 2007 | 2 730    |
| 2008 | 2 661    |
| 2009 | 2 627    |
| 2010 | 2 616    |
| 2011 | 2 554    |
| 2012 | 2 532    |
| 2013 | 2 532    |
| 2014 | 2 505    |
| 2015 | 2 567    |
| 2016 | 2 575    |

| År   | Invånare |
| ---- | -------- |
| 2017 | 2 553    |
| 2018 | 2 542    |
| 2019 | 2 509    |
| 2020 | 2 507    |

Detaljerade källor anges i Wikimedia Commons..

## Kultur och sevärdheter

### Kulinariska specialiteter
Golssen och den omkringliggande regionen i Spreewald är kända för odling och konservering av Spreewaldgurkor, som inom EU är en skyddad ursprungsbeteckning.

## Kommunikationer
Staden ligger där förbundsvägarna Bundesstrasse 96 (Sassnitz - Berlin - Zittau) och Bundesstrasse 115 (Jüterbog - Forst (Lausitz) - Schöpstal) korsas.
Strax öster om kommunen passerar motorvägen A13 (Berlin - Dresden).
Golssen har en järnvägsstation på linjen Berlin - Dresden, som trafikeras av regionalexpresståg mot Berlin - Stralsund respektive Elsterwerda i tvåtimmarstrafik.